# Schmelzhütte am Beerberg
Die Schmelzhütte am Beerberg war eine frühneuzeitliche Produktionsstätte in Hasserode bei Wernigerode im Harz.

## Geografische Lage
Dort, wo sich Dränge- und Holtemmetal am westlichen Ortseingang von Hasserode vereinen, war ein günstiger Standort für diese Hütte, in der die aus den oberhalb beider Täler gelegenen Bergwerken (zum Beispiel Gottes Gabe) gewonnenen Erze verarbeitet werden konnten. Zur Hütte gehörte auch ein Pochwerk, dessen zwei Pochhämmer – wie die unmittelbar benachbarte Sägemühle – mit Wasserkraft aus der Holtemme und dem Braunen Wasser angetrieben worden sind. Der Verlauf beider Wassergräben ist noch heute gut im Gelände zu erkennen, da vor allem der Graben aus der Holtemme bis nach dem Zweiten Weltkrieg vom Niewerth'schen Sägewerk in Hasserode genutzt worden ist.
Die Vermutung, wonach die Kupfererze aus den Bergwerken in der Nähe der Goslarschen Gleie beim Ochsenteich geschmolzen wurden, kann anhand von zeitgenössischen Dokumenten nicht bestätigt werden. Die gewonnenen Erze wurden direkt am Beerberg geschmolzen. Als Beleg dafür gilt das Verzeichnis, was aus der Schmelzhütte am Beerberge an Kupfer und Blei im „Rathswaghause“ in Wernigerode durch den Wagmeister Johann Klingsporn gewogen wurde. Im Dezember 1608 waren es beispielsweise über 1,5 Zentner Kupfer und 28 Zentner Blei.
Einer der Besitzer der Schmelzhütte am Beerberg war Hans Petersillie. Dieser verkaufte seine Schmelzhütte am 16. März 1602 für 440 Taler an den Magister Mathias von Craesbeke, der in den kommenden zwanzig Jahren als Unternehmer das Bergbaugeschehen in der Grafschaft Wernigerode wesentlich beeinflussen sollte. Craesbeke – im Volksmund auch als Grasbeck bezeichnet – war 1602 bereits im Besitz folgender sechs Bergwerke in der dortigen Umgebung: Hilfe Gottes, St. Margarethe, Behrberger Stolln, Wolfsburg, Venusberg und St. Georg. Für ihn war als Bergfaktor Johann Storkau tätig. 
Später gründete Craesbeke mit einigen anderen Adeligen eine bergrechtliche Gewerkschaft und blieb bis 1615 Mitbesitzer der Schmelzhütte. Zu jenem Zeitpunkt wurde die Hütte durch die damals gemeinsam über die Grafschaft Wernigerode regierenden Grafen Heinrich zu Stolberg und dessen Neffen Wolf Georg zwangsenteignet. Der Grund waren Schulden in Höhe von mehr als 400 Talern, die dadurch entstanden waren, dass die auf der Hütte beschäftigten Bergleute bei verschiedenen Händlern in Wernigerode Lebensmittel, Getreide, Bier und Leder auf Kredit ihrer Arbeitgeber erworben hatten. Die Hammerherren und deren Bergfaktor Storkau lehnten jedoch eine Bezahlung ab, wodurch es zu mehrjährigen Auseinandersetzungen kam. Die beiden Grafen zu Stolberg luden alle Beteiligten für den 14. Januar 1615 zu einer Verhandlung in die gräfliche Kanzlei nach Wernigerode ein. Zum angesetzten Termin erschienen jedoch die Hammerherren und Storkau nicht. Die Grafen entschieden daraufhin, dass die Hütte am Beerberg verkauft wird und mit dem Kaufgeld die Gläubiger bezahlt werden. Zimmerleute, Schmiede und Maurer wurden beauftragt, die bereits sehr baufällige Schmelzhütte zu taxieren, zu der damals gehörten
- die alte Hütte mit allen Einbauten,
- ein Probierofen,
- die Bretter am Blasebalg,
- das Mauerwerk auf beiden Seiten der Radstube mitsamt dem Wassergefälle,
- die Schornsteine,
- das neue Gebäude neben dem Pochwerk und die anderen Einbauten sowie zwei Pocheisen.

Interessant ist, dass bereits 1602 eine „schlagende Uhr“ erwähnt wird, so dass davon auszugehen ist, dass die Schmelzhütte wohl auch ein Uhrtürmchen besaß.
Innerhalb kürzester Zeit war in Andreas Peters aus Magdeburg, der dort Stadtkämmerer und Goldschmied war, ein finanzkräftiger Käufer gefunden. Im Beisein der beiden Grafen erklärte Peters sich am 18. Januar 1615 bereit, die geforderte Summe von 300 Talern in Raten an die gräfliche Kanzlei zu zahlen. Noch am selben Tag nahm Andreas Peters mit großen Erwartungen die Schmelzhütte in Besitz. Schon im Juli 1615 war er jedoch zum Weiterverkauf des Hüttenwerkes bereit, weil die Alteigentümer alles dafür taten, um ihn wieder aus der Hütte zu vertreiben, „und wenn’s ihnen gleich etliche tausent Thaler kosten sollte“.
Im Dreißigjährigen Krieg kam die Schmelzhütte am Beerberg vollends zum Erliegen. Sie wurde abgetragen und nur noch die Reste der Wassergräben erinnern an ihre frühere Existenz. Unweit der früheren Schmelzhütte entstand im ausgehenden 17. Jahrhundert das Blaufarbenwerk Hasserode.